# 金沢大学薬用植物園
金沢大学薬用植物園（かなざわだいがくやくようしょくぶつえん）は、石川県金沢市角間町にある国立大学法人金沢大学角間(かくま)キャンパスにある薬学部付属の薬用植物園。敷地面積は3.8ヘクタール。正式な名称は「金沢大学医薬保健学域薬学類・創薬科学類附属薬用植物園」。

## 歴史
金沢大学薬学部は、1867年に開設された製薬所舎密局を起源とし、第四高等学校附属薬学専門部、金沢医科大学 (旧制)薬学部を経て金沢大学の一部となるが、薬用植物園がいつから開設されたかについては植物園サイトには記載がない。植物園サイトでは、薬学部が金沢市宝町に移転した1953年に合わせて植物園を移設したとある。正式な薬用植物園の設置は1971年である。
2004年3月に現在地に移転し、現在も整備過程にある。 2008年に金沢大学医薬保健学域薬学類・創薬科学類附属薬用植物園に改称された。

## 栽培品種
日本 、中国 、ロシア 、朝鮮半島由来の約1000種の薬用植物が栽培されている。アジアのマオウ属植物のコレクションは特筆される。

## 研究活動
- アジアのエフェドラ植物の研究（Ephedra sinica StapfとEphedra intermedia Schrenk et CAMeyerの間の形態学的差異、および中華人民共和国青海省で製造された漢方薬の麻黄の起源）
- 薬用植物に関するシンポジウム（年1回）

## 一般公開
通常は一般公開されていない。月例の「身近な薬草勉強会」や毎年5月に開催されるシャクヤク観察会などの一般向けイベントに限って公開される。

## 環境
- 標高：海抜150メートル
- 年間平均気温：14.3°C
- 年間平均降水量：2,470 mm
- 総面積：39,000 平方メートル

園内は立地を生かして「里山エリア」「階段エリア」「中央エリア」の3つのパートで構成されている。